# Silvio Lai
Bachisio Silvio Lai (Sassari, 20 luglio 1966) è un politico italiano, già segretario regionale del Partito Democratico in Sardegna dal 2009 al 2014.

## Biografia

### Gli studi
Cresciuto a Sassari, Lai ha frequentato il liceo classico Domenico Alberto Azuni, dove consegue la maturità nel 1984. Nel 1989 si laurea con 110 e lode presso la facoltà di Medicina e Chirurgia dell'Università degli Studi di Sassari in odontoiatria.
Successivamente prosegue gli studi a Parigi nell'Università di Paris V - Montrouge per il perfezionamento in odontoiatria pediatrica, consegue poi il dottorato di ricerca in odontostomatologia preventiva all'Università di Pisa e di Sassari nel 1992.

### Professione
Nel febbraio 1990 ha conseguito l'abilitazione e ha svolto subito la libera professione, contemporaneamente all'attività di assistenza, docenza e ricerca scientifica presso l'Università di Sassari come dottorando e titolare di borse di ricerca.
Dal 1996 è giornalista pubblicista, ha pubblicato in diverse riviste regionali e nazionali ed è stato direttore responsabile per cinque anni del periodico regionale delle ACLI.
Dal 1994 al 1999 è stato direttore e amministratore delegato di Enaip Sardegna, agenzia di servizi formativi e promozione d'impresa.

### Attività associativa e di promozione sociale
Ha iniziato l'impegno associativo giovanile nell'Azione Cattolica Ragazzi della Diocesi di Sassari e poi in Gioventù Aclista, dove è stato segretario provinciale e regionale, e per due anni vicesegretario nazionale dei giovani con delega alle politiche universitarie e alle attività in Europa.
Cresciuto nelle Acli, dopo una breve esperienza come vicepresidente provinciale, nel Giugno del 1992, è eletto presidente regionale delle Acli, riconfermato nel congresso regionale del 1996 sino all'aprile del 1999 al momento della firma della candidatura per il Consiglio Regionale.
Dal 1992 al 1999 è stato presidente regionale del Patronato Acli e presidente di Enaip Sardegna, di cui è stato poi direttore generale e amministratore delegato, rilanciandone le attività, con il conseguimento, prima agenzia formativa sarda, della certificazione di qualità. È stato consigliere di amministrazione di ENAIP nel triennio 1997-1999, e nel consiglio di amministrazione di Euroqualification, consorzio europeo dei principali enti formativi dell'Unione Europea per due anni in rappresentanza dell'Italia, attraverso ENAIP.
È stato promotore nel 1998, con l'Università di Sassari, del Consorzio SIS – Sviluppo Impresa Sociale, finalizzato alla professionalizzazione e all'innovazione manageriale del terzo settore, del quale è stato presidente nel primo biennio e che oggi vede impegnati imprese del settore non profit, la Banca Etica attraverso la sua Fondazione e il gruppo Banco di Sardegna.
Dal 1994 al 1999 è stato componente della Consulta Regionale della Emigrazione, in rappresentanza delle Acli della Sardegna. Nel 1995 ha promosso la costituzione dell'associazione regionale delle Acli di tutela dell'immigrazione e delle emigrazione.
Nel 1998 con le organizzazioni di rappresentanza della cooperazione sociale, dell'associazionismo e del volontariato ha dato vita al Forum del Terzo settore in Sardegna del quale è stato il primo portavoce sino al 2000.

### Attività politica
Alle elezioni regionali in Sardegna del giugno 1999 è stato eletto componente del Consiglio Regionale della Sardegna della XII legislatura nella lista della Coalizione Autonomista ed è stato componente della commissione cultura, scuola e formazione.
Impegnato con il movimento dei Cristiano Sociali, con essi è poi confluito nei Democratici di Sinistra.
Riconfermato nella XIII legislatura nelle liste dei Democratici di Sinistra, ha aderito nel gennaio 2008 alla costituzione del gruppo del Partito Democratico in Consiglio Regionale. Nella XIII legislatura è stato componente della commissione sanità e della commissione bilancio e relatore e correlatore di numerosi provvedimenti nel campo dell'ambiente, del sociale e della sanità, dalla riforma dei servizi sociali e sanitari, al piano sanitario regionale, alla agenzia regionale per l'ambiente, al sistema dei servizi e delle politiche per il lavoro.
Eletto segretario provinciale di Sassari dei Democratici di Sinistra, confermato poi nel congresso del 2002, è stato componente della segreteria regionale, e ha partecipato come delegato ai congressi di Torino con Walter Veltroni e di Pesaro e poi Roma con Piero Fassino come segretari nazionali. Dal 2004 al 2007 è stato componente della Presidenza Nazionale dell'associazione dei Cristiano Sociali.
Nel 2007 ha partecipato alla fondazione del Partito Democratico sostenendo la candidatura del segretario nazionale Veltroni.
Il 26 ottobre 2009 è stato eletto, attraverso le primarie, segretario regionale del Partito Democratico in Sardegna, con liste regionali a sostegno della candidatura a segretario nazionale di Pier Luigi Bersani ed è componente della Direzione e della Assemblea nazionale del Partito Democratico. Negli anni della segreteria regionale è stato approvato il primo statuto regionale del partito, e sono state affrontate le elezioni amministrative del 2010, 2011 e 2012 con l'alleanza regionale di centrosinistra, riportando importanti risultati con vittorie nelle principali città prima governate dal centrodestra.
Nel 2013 viene candidato come capolista al Senato della Repubblica nella circoscrizione Sardegna dal Partito Democratico per le elezioni politiche 2013, risultando eletto.
Il 3 novembre 2015 viene eletto alla presidenza della Commissione parlamentare d'inchiesta sulle cause del disastro del traghetto Moby Prince.
In vista delle elezioni politiche 2018 è stato candidato dal Partito Democratico nel collegio uninominale di Sassari per la Camera dei deputati, tuttavia senza essere eletto.

## Procedimenti giudiziari
Nel 2021 è stato riconosciuto colpevole di peculato dal tribunale ordinario per uso illegale dei fondi destinati al gruppo politico regionale del centrosinistra. Successivamente, a tale riguardo, è stato condannato anche dalla Corte dei Conti alla restituzione all'erario di 40.955 euro.
Nel 2022 i reati sono stati estinti per prescrizione.
Nell'agosto dello stesso anno è stato indicato come capolista del plurinominale alla Camera per il PD in vista delle elezioni del 25 settembre 2022.